# 阿勞恩巴赫河
50°45′2.96″N 7°9′14.37″E / 50.7508222°N 7.1539917°E

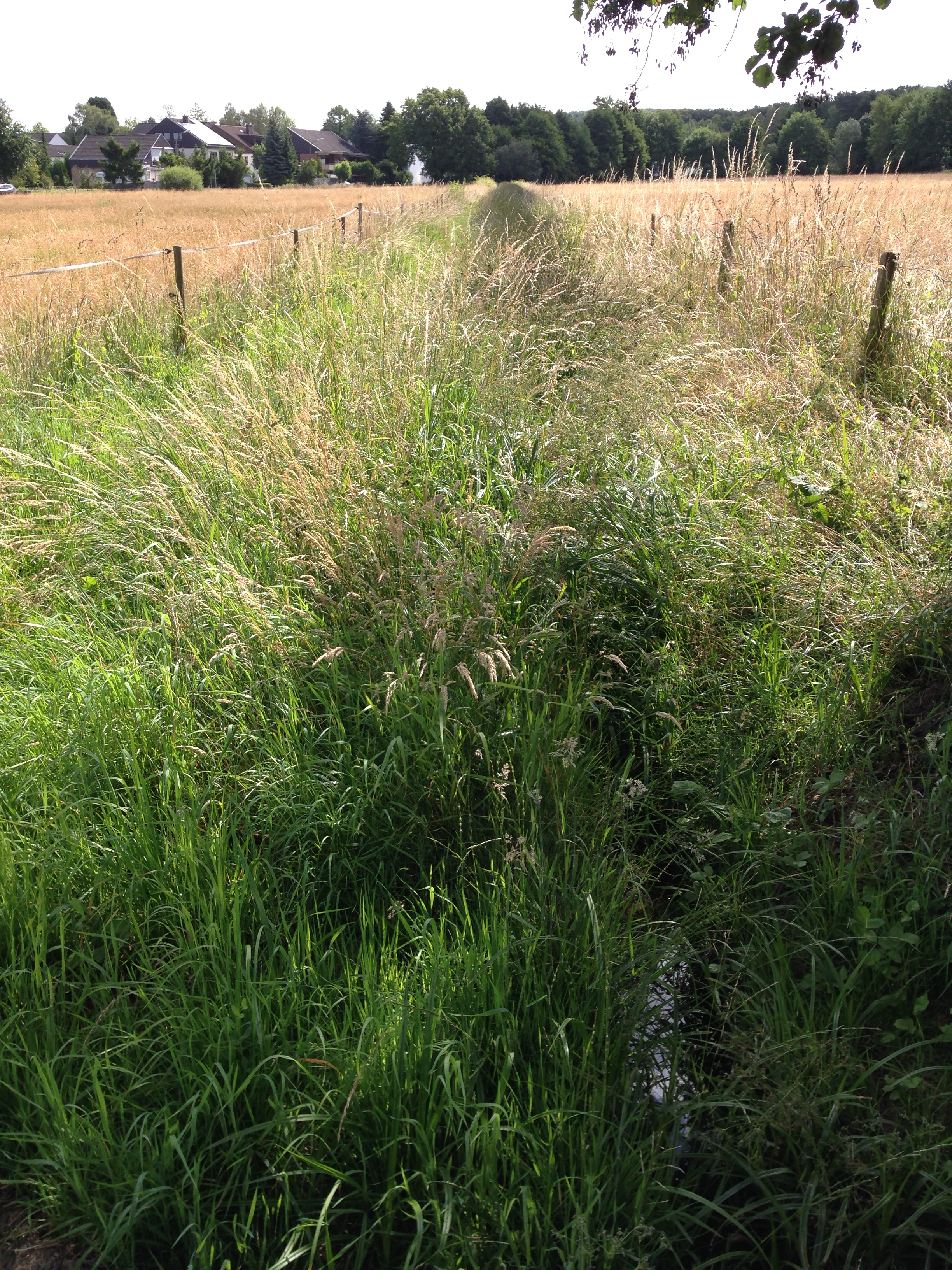

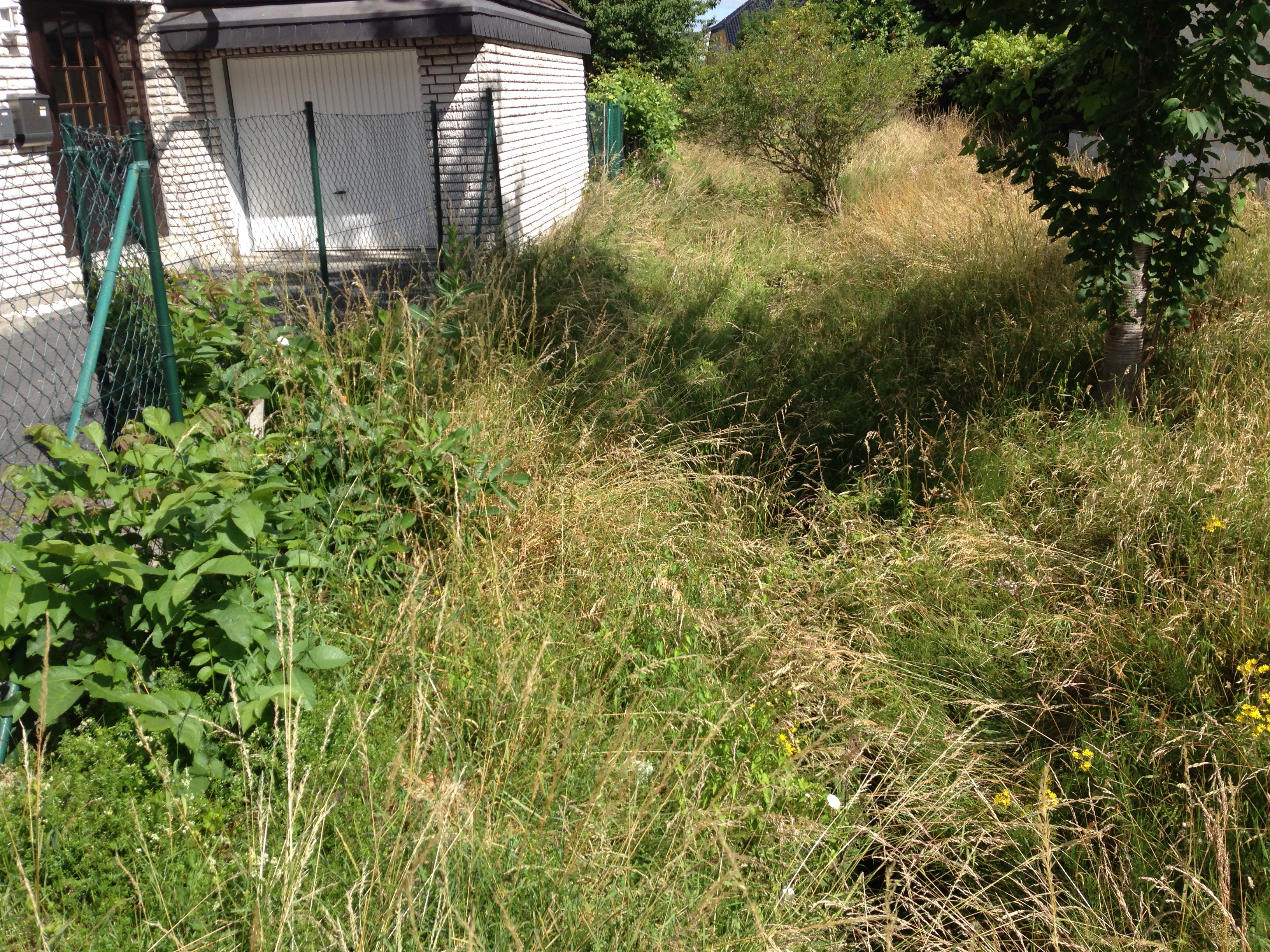

阿勞恩巴赫河（德語：Alaunbach），是德國的河流，位於該國西部，處於北萊茵-威斯特法倫州，屬於維利希巴赫河的左支流，河道全長2.5公里，流域面積1.7平方公里。